# Perméase
 (juillet 2013).
Si vous disposez d'ouvrages ou d'articles de référence ou si vous connaissez des sites web de qualité traitant du thème abordé ici, merci de compléter l'article en donnant les références utiles à sa vérifiabilité et en les liant à la section « Notes et références ».
Les perméases (ou translocases) sont une multi-classe de protéines transmembranaires indépendantes de l'ATP. Elles sont impliquées dans la diffusion facilitée. Ces protéines transmembranaires sont également appelées "protéines intégrales" car elles s'étendent à travers toute la paroi cellulaire. Elles sont à double sens et peuvent tout aussi bien importer qu'exporter des molécules en fonction du gradient de concentration.
Chez les Procaryotes, la production des perméases est initiée par les opérons : l'organisme ne les produit qu'en conditions nécessaires.
A noter que les perméases représentent un groupe très hétérogène de molécules. Elles ont subi un certain nombre de modifications au cours de l'évolution. 

## Molécules transportées
Ces protéines permettent de transporter principalement des ions mais également des molécules organiques à travers la membrane cellulaire. En dehors des ions, elles sont principalement impliquées dans les mouvements de glucose, de certains acides aminés ou encore des vitamines.  
Le transport, assuré par un changement de conformation de la protéine n'est pas en lien avec la liaison au ligand. Ce changement de conformation transfère le site de liaison d'un côté à un autre de la membrane, permettant ainsi le transport de la molécule concernée.

## Type de transport
Le transport facilité est un type de transport membranaire facilitant le passage de molécules à travers la membrane, lesquelles mettraient trop de temps à la traverser en simple diffusion.
Ce type de transport est également appelé transport actif secondaire : il ne dépend pas de l'hydrolyse d'une molécule d'ATP. L'énergie nécessaire au transport provient des gradients de concentration, lesquels vont déterminer la direction du transport des molécules. Le transport actif secondaire est un cotransport car deux substances sont déplacées de part et d'autre de la membrane.